# Suzana (Marko Marulić)
Suzana je biblijska poema Marka Marulića na hrvatskom jeziku u 780 stihova.
Temelji se na izvještaju iz Danielove knjige u Starom zavjetu o istoimenoj babilonskoj Židovki koja je lažno optužena za preljub. Pravovremenom intervencijom dokazana je njezina nevinost te je spašena od smrti kamenovanjem ispitivanjem njenih tužitelja od strane proroka Daniela.
Poema počinje uvodom: „Počinje historija od Suzane, hćere Helkije, a žene Joakina. Ovoj se zgodi u Babiloniji, budući tamo zaveden u sužanjstvo puk israelski. Ovoj u versih složi Marko Marul Splićanin.”

## Vanjske poveznice
- Tekst „Suzane” na poezija.hr